# クンターン・トンネル
クンターン・トンネル（泰: อุโมงค์ขุนตาน、英: Khun Tan Tunnel）は、タイ王国にあるクンターン山脈の下を貫く長大な鉄道トンネルである。
かつては開通以来タイ王国鉄道トンネルの中で最長トンネルであったが2024年にパーサデット・トンネル運用開始にともないその座を譲った。
当トンネルは、首都バンコクからチエンマイまでを結ぶタイ国鉄北本線のメータンノーイ駅とクンターン駅の間にあり、起点から681.57870および682.94080キロメートル地点に位置する、延長1,362.10メートル (4,468.83 ft)のトンネルである。
当トンネルは、ラムパーン県とラムプーン県の県境下を貫いている。
クンターン駅は、当トンネルの北端にあり、標高758メートルにある、タイ王国内での最標高の駅となっている。

## 歴史
クンターン山脈は歴史的に、チエンマイ王国とシャム中央平野の間にある、恐るべき自然の障壁であった。
山脈の南部にて、1907年よりクンターン・トンネルが建設された。
バンコクとチエンマイの都市間の移動の不便さを、当トンネルが解消している。
当トンネルが完成するまで、11年間掛かっている。
第一次世界大戦にてドイツの技術者が逮捕されたため、建設が中断している。
当トンネルは当初、標準軌対応として意図されていたため、狭軌（メーターゲージ）に改軌された後は、トンネル内に余分なスペースがある。